# St. Johannes Baptist (Fahr)

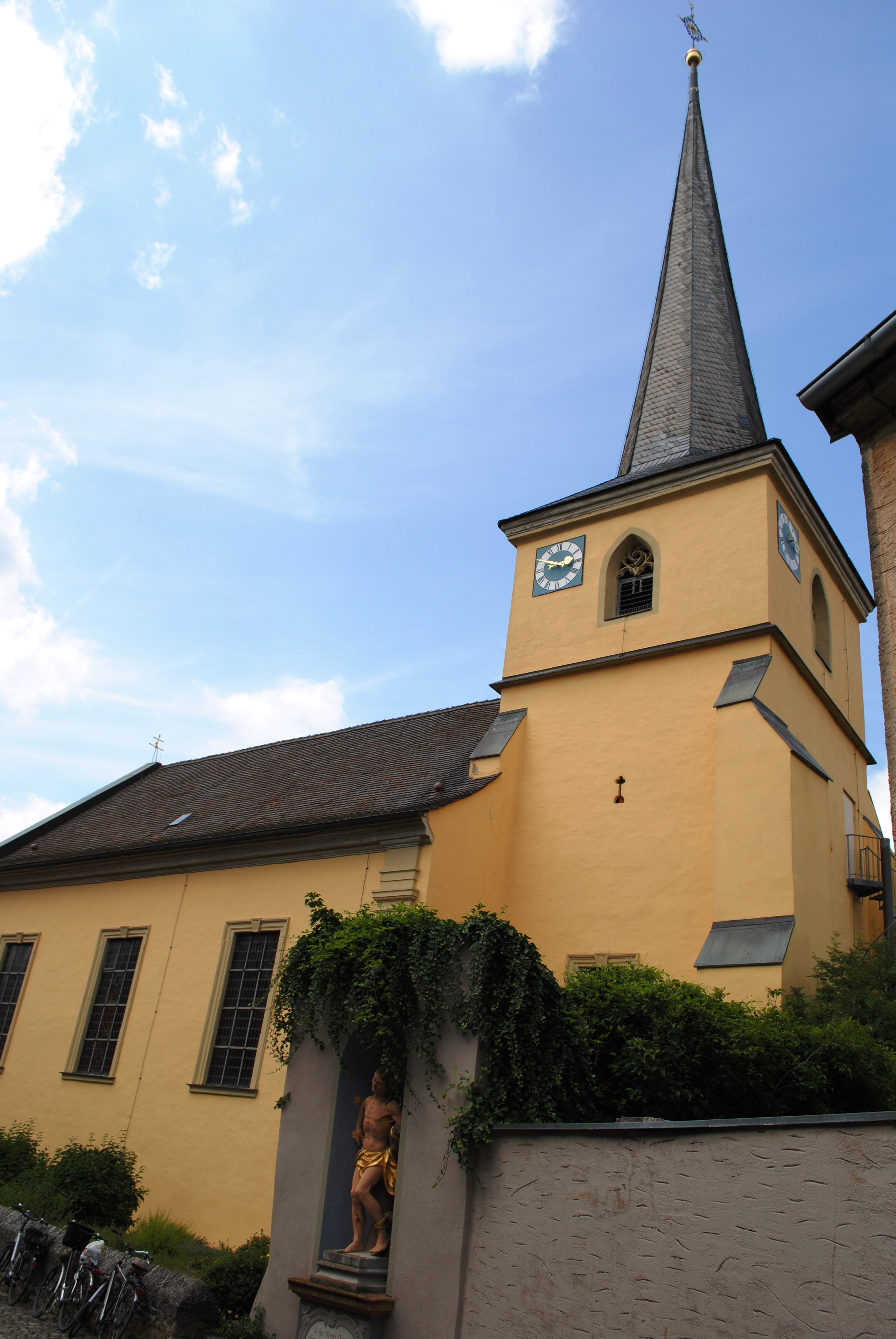
Die Kirche in Fahr

Die Kirche St. Johannes Baptist in Fahr am Main ist die Pfarrkirche der katholischen Gemeinde. Sie überragt das unterfränkische Dorf und liegt zentral an der Blütenstraße.

## Geschichte
Obwohl die Kirche in Fahr erst viel später erwähnt wurde, war der Gebetsort der Gemeinde bereits im 10. und 11. Jahrhundert bekannt. Die Pfarrei, zu der auch Fahr zählte, lag auf dem Kirchberg, auf dem heute die Wallfahrtskirche Maria im Weingarten steht. Die Abspaltung von dieser Urpfarrei erfolgte im 13. oder 14. Jahrhundert, denn eine unabhängige Pfarrkirche in Fahr wurde erstmals im Jahr 1331 erwähnt. Am 8. Juli 1403 tauchte der Pfarrer der Gemeinde erstmals in den Quellen auf. Es handelte sich um „Heinrich Pfarrer zu Vare“.
Die Kirche war von Gaden umgeben und als gotische Wehrkirche konzipiert. Durch einen Umbau im Jahr 1480 verlor sie diese Funktion allerdings. Das beginnende 16. Jahrhundert und die einsetzende Reformation gingen auch an Fahr nicht unbemerkt vorüber. Im Jahr 1576 besuchten einige Bewohner die Kirche nicht mehr. Gegen Ende des Jahrhunderts blieb die Pfarrstelle in Fahr einige Jahre vollständig unbesetzt.
Im Jahr 1611 wurde der Turm auf seine jetzige Höhe aufgestockt und der typische Helm angebracht. Verantwortlich für diesen Ausbau war Fürstbischof Julius Echter von Mespelbrunn, der die Sakralbauten im gesamten Hochstift Würzburg erneuern ließ. Einige Jahre später, während des Dreißigjährigen Kriegs, wurde die Kirche von durchziehenden Schweden geplündert. Im Jahr 1674 wurde die Pfarrei vom Domkapitel an den Würzburger Fürstbischof abgetreten.
Zu Beginn des 18. Jahrhunderts, am 1. Juni 1718, entschloss man sich zu einem barocken Neubau der Kirche. Als Baumeister konnte Jakob Bauer gewonnen werden. Am 11. August 1726 wurde das Gotteshaus vom Würzburger Weihbischof Johann Bernhard Meyer geweiht. Über zwanzig Jahre später, im Jahr 1753 wurde es erstmals renoviert. Eine Glocke war zersprungen und die Helmstange musste erneuert werden. Im Jahr 1870 restaurierte man den Kirchturm.
Es folgten im 19. Jahrhundert mehrere Renovierungen des Gotteshauses. So wurden in den Jahren 1903, 1969 und 1993 Langhaus und Chor instand gesetzt. Im Jahr 1995 erhielt die Kirche eine neue Sakristei. Heute ist die Kirche  Teil der Pfarreiengemeinschaft St. Urban an der Mainschleife. Das Bayerische Landesamt für Denkmalpflege führt das Gebäude unter der Denkmalnummer D-6-75-174-242. Des Weiteren ist es als zentraler Teil des Ensembles Blütenstraße vermerkt. Die untertägigen Reste von Vorgängerbauten werden als Bodendenkmal eingeordnet.

## Architektur

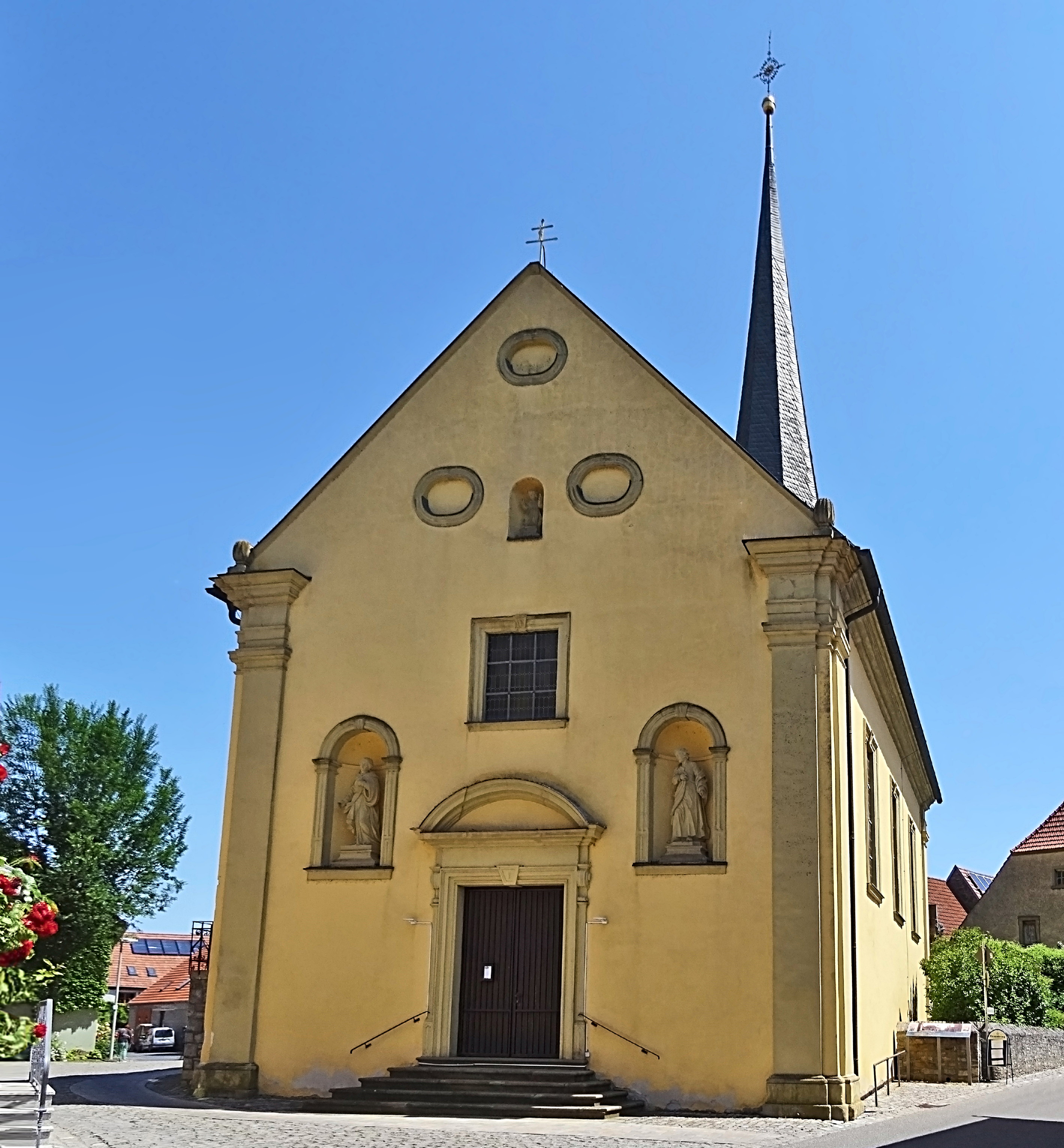
Die West-Fassade

Der größte Teil des Kirchengebäudes wurde im 18. Jahrhundert errichtet und ist deshalb dem Barock zuzuordnen. Lediglich der Chorturm aus dem 17. Jahrhundert gehört zur Spätgotik. Die Kirche ist geostet und ein Saalbau mit einer Flachdecke.

### Turm
Der Kirchturm, der den Chor der Kirche birgt, besteht aus drei Geschossen. Die beiden unteren entstammen dem Vorgängerbau des 15. Jahrhunderts. Das unterste Geschoss weist auf der Nord- und Südseite zwei Rechteckfenster mit barocken Gewänden auf. Sie spenden Licht für den kreuzrippengewölbten Chorraum. Darüber wurden im zweiten Geschoss lediglich Schlitzfenster angebracht. Verstärkende Anbauten links und rechts des Turms sichern seine Stabilität. Auf der Ostseite brachte man eine moderne Metalltreppe an, um den Glockenstuhl zu erreichen.
Das Obergeschoss des Turms stammt aus dem Jahr 1611. Es hebt sich von den beiden Untergeschossen durch ein Gesims ab, das den Übergang auch von außen erkennbar macht. Vier Fenster, eines auf jeder Seite, gliedern das Obergeschoss. Es handelt sich um Spitzbogenfenster, die mit Maßwerk verziert und durch Schallluken verstärkt sind. Auf den linken Seiten der Fenster sind vier Uhren angebracht. Darüber erhebt sich der achtseitige Helm, der in der Turmkugel und einem Kreuz ausläuft.

### Langhaus

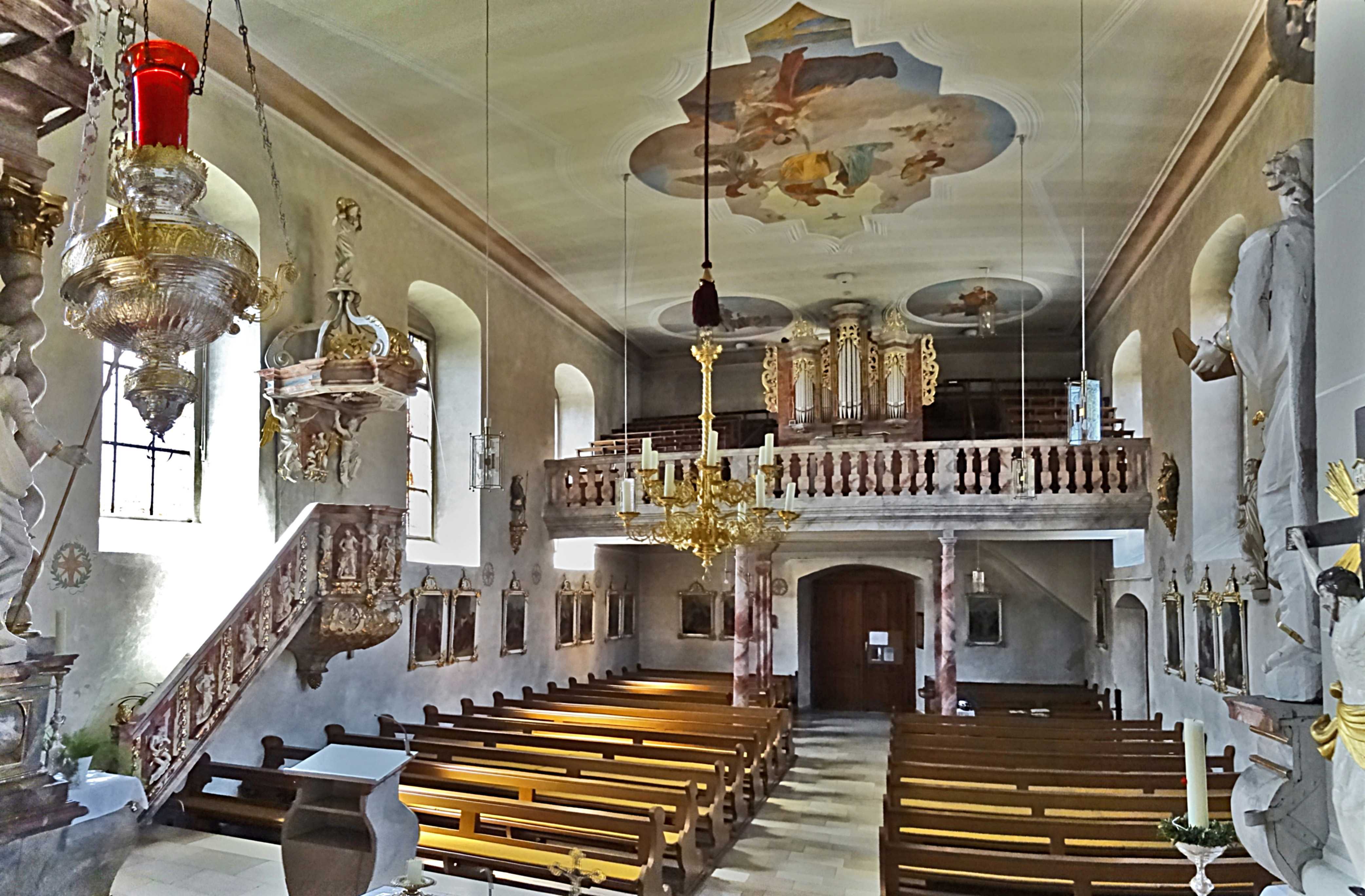
Innenansicht nach Westen

Das barocke Langhaus des Jahres 1726 gliedert sich in jeweils drei Fensterachsen, die von Rechteckfenstern gebildet werden. Auf der Nordseite befinden sich die Sakristei und ein Nebenportal.  Das Gotteshaus trägt ein Satteldach. Es ist im Westen mit einem Patriarchenkreuz auf dem Giebel verziert. Schauseite der Kirche ist die westliche Fassade, an der sich auch das Hauptportal der Pfarrkirche befindet.
Eckpilaster rahmen die Westseite ein. Ein zentrales Portal nimmt diese Pilaster ebenfalls auf. Dort laufen sie in kleinen Voluten aus. Ein runder Giebel schließt das Portal nach oben hin ab, links und rechts dieses Giebels sind halbrunde Figurennischen angebracht, mit den klassizistischen Figuren der Maria auf der linken Seite und des heiligen Josef rechts. Über dem Portal befindet sich ein kleines Rechteckfenster. Darüber steht in einer weiteren kleineren Nische die Figur des Jesuskindes. Drei Ochsenaugen umgeben es.

## Innenausstattung

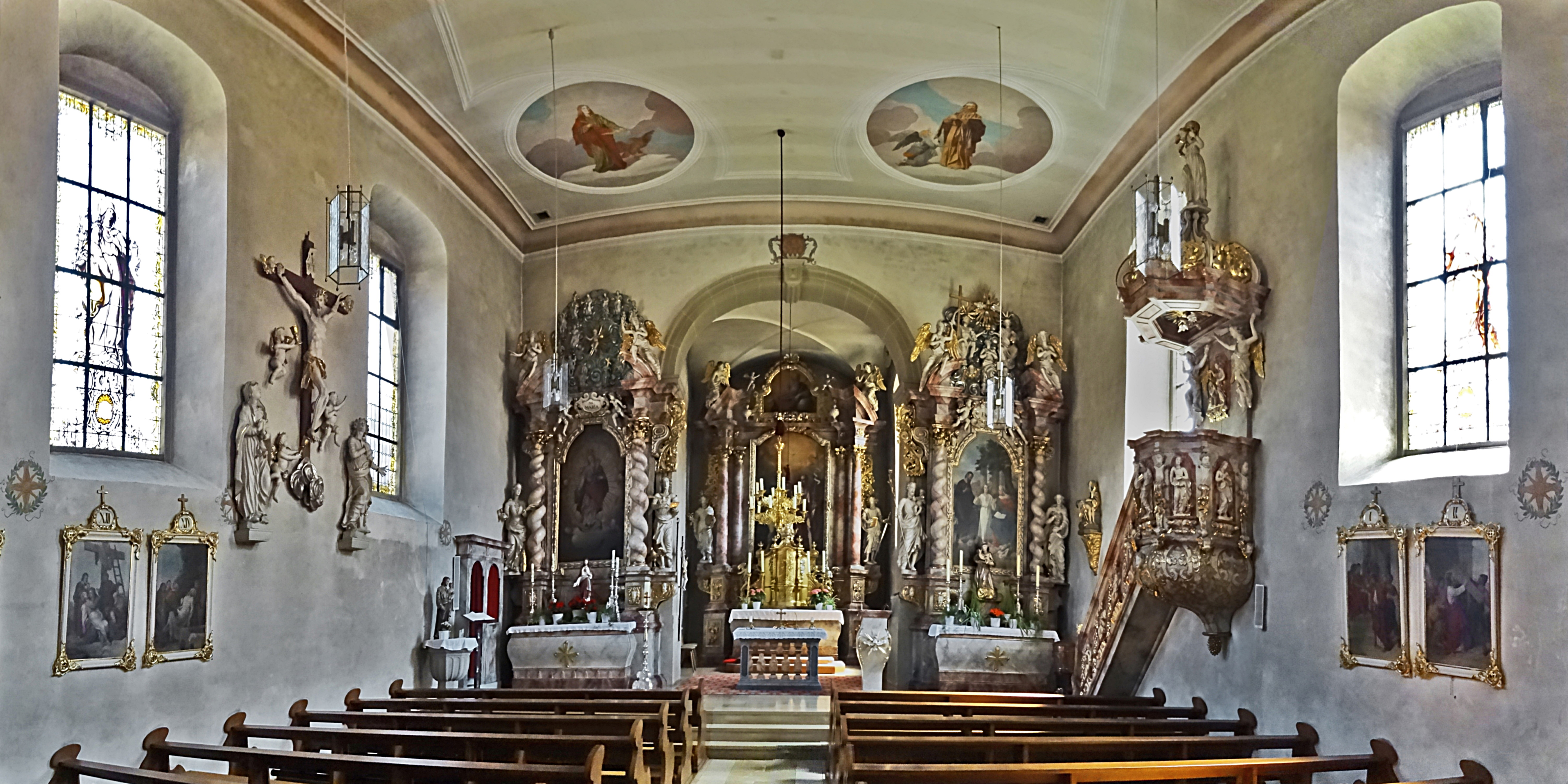
Blick zum Altar

Die Ausstattung der Kirche ist auf die Umgestaltung des Barock zurückzuführen. Aus der alten Kirche ist lediglich das Sakramentshaus erhalten geblieben.

### Hochaltar
Der Hochaltar der Kirche befindet sich im Chor und füllt dort die Ostwand fast vollständig aus. Er entstand um das Jahr 1720 und wurde von einem unbekannten Künstler geschaffen. Lediglich der Maler des Altarblattes ist bekannt: Es handelt sich um den Hofmaler der Würzburger Fürstbischöfe Anton Clemens Lünenschloß. Der Altaraufbau ist viersäulig, die Säulen sind rund und stehen leicht versetzt. Die äußeren sind mit Blattornament verziert.
Zwei Figuren rahmen die Säulen ein. Es handelt sich um den Apostel Petrus auf der linken und Paulus auf der rechten Seite. Das zentrale, goldgerahmte Altarblatt zeigt „Die Taufe Christi“. Im Hintergrund erkennt man die Taube als Symbol des Heiligen Geistes. Ein gesprengter Giebel umgibt den Altarauszug. Darauf befinden sich jeweils eine Putte und ein Engel. Darunter sind zwei kleine Ziervasen angebracht. Der Auszug wird durch ein Bild Gottvaters mit der Weltkugel gebildet, das mit Muschelwerkornament abschließt.
Der goldene Tabernakel steht vor dem Altarretabel. Zwei ausladende Voluten sind von Engeln besetzt. Zwei silberne Porträtmedaillons blicken zum Allerheiligsten mit dem  Gekreuzigten an den Türen. Vier Vasen bilden den oberen Abschluss, sie werden von einer Figur des auferstandenen Christus mit einer Fahne überragt.

### Seitenaltäre
Wie der Hochaltar entstanden die beiden Seitenaltäre auch in den zwanziger Jahren des 18. Jahrhunderts. Sie befinden sich links und rechts des Chorbogens und ähneln sich in ihrem Aufbau. Beide sind um zwei verdrehte Säulen herum errichtet, beide Altarblätter liegen zentral und sind von jeweils drei Heiligenfiguren umgeben, zwei  links und rechts der Säulen, die dritte steht jeweils vor dem Bild auf dem Altartisch. Ein gesprengter Giebel leitet bei beiden zum Auszug über, der von Reliefs gebildet wird.
Auf der linken Seite steht der sogenannte Marienaltar. Im zentralen Altarblatt ist die Mondsichelmadonna dargestellt. Sie ist von den Figuren der heiligen Barbara (links), des heiligen Evangelisten Johannes (rechts) und Maria als Himmelskönigin (vorne) umgeben. Ein Bildmedaillon oberhalb des Bildes trägt die Inschrift „Sct. Maria.“ Zwei Engel rahmen den Auszug ein, der aus Reliefs des Christuskindes inmitten der vierzehn Nothelfer besteht.
Der rechte Seitenaltar ist der Heiligen Familie geweiht. Diese Umwidmung geschah erst im 19. Jahrhundert, als das ursprüngliche Sebastiansbild entfernt wurde und durch das der Heiligen Familie ersetzt wurde. Links des Bildes befindet sich die Figur Josefs mit dem Kind, rechts erkennt man die heilige Margarete, vorne ist Jesus dargestellt. Im Bildmedaillon steht: „Hl. Familie“. Im engelflankierten Auszug ist die Krönung Mariens in einer Wolkengloriole dargestellt.

### Kanzel
Die Kanzel befindet sich im südlichen Langhaus. Sie entstand während der barocken Umgestaltung und kann dem Barock zugeordnet werden. Ihr Korpus besteht aus halbrunden Nischen mit den vier Evangelisten als Relieffiguren. Sie sind von Engelsbüsten unterbrochen, die aus Voluten wachsen. Unten befindet sich Rankwerk, zentral erkennt man einen Puttenkopf mit Flügeln. Der Korpus läuft unten in einer Traube aus.
Der Aufgang ist mit den Reliefs der Kirchenväter verziert. Der Schalldeckel scheint von zwei Engeln gestützt zu sein, die auf dem Korpus der Kanzel stehen. Ein an der Wand angebrachtes Relief mit der Taufe Jesu bildet die Rückwand. Unterhalb des Schalldeckels wurde eine Taube als Sinnbild für die Erleuchtung durch den Heiligen Geist angebracht, ein breites Gesims leitet zu einer Figur des Guten Hirten über, der die Kanzel nach oben hin abschließt.

### Orgel und Empore

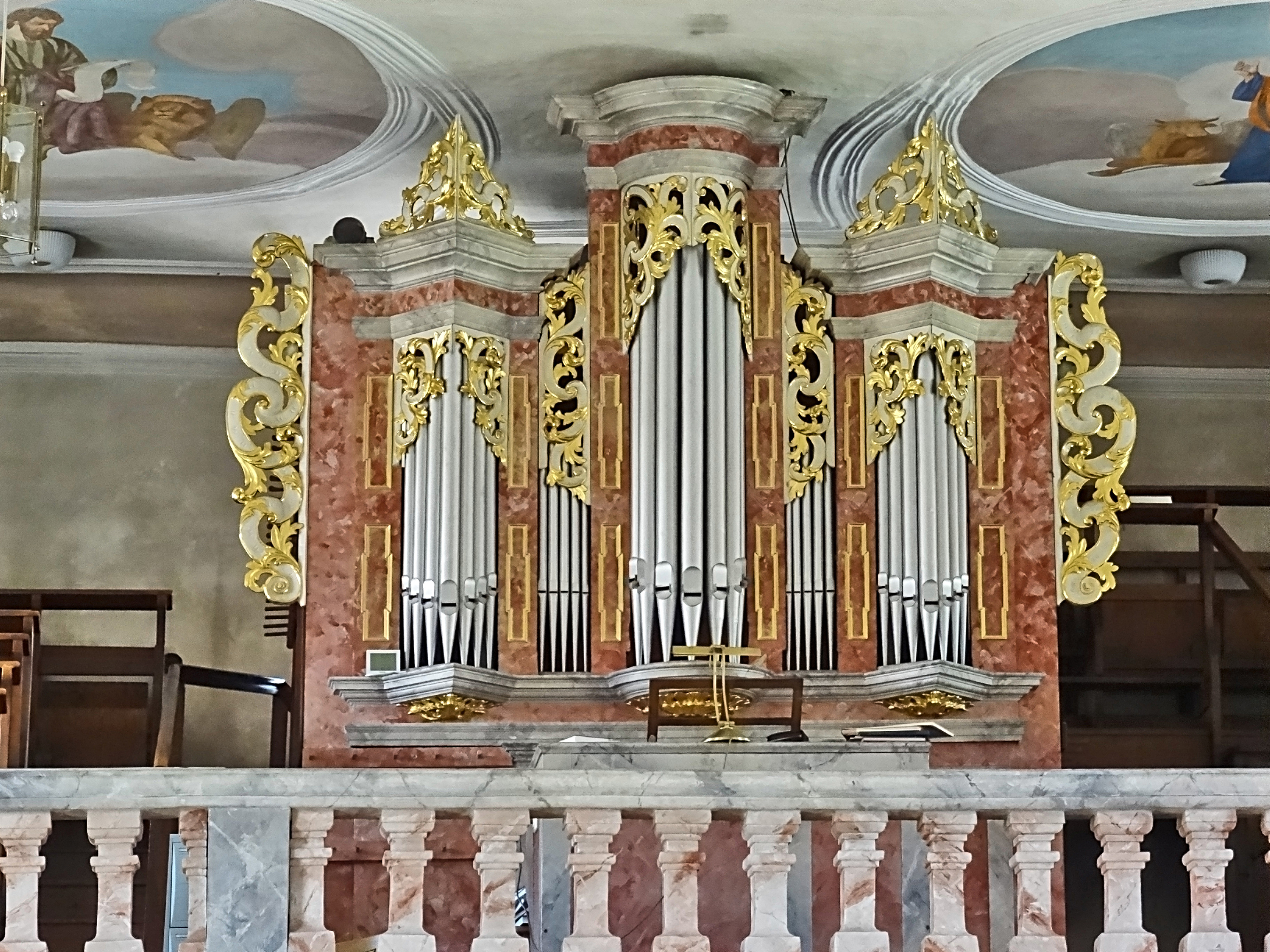
Die Orgel

Auch die Orgel entstammt der barocken Umgestaltung der Kirche. Die einzige bekannte Erneuerung fand während der Weltwirtschaftskrise im Jahr 1923 statt. Für die Renovierung zahlte die Gemeinde Fahr eine Summe von 850.000 Billionen Reichsmark. Der Prospekt der Orgel ist dreigeteilt. Ein ausladendes Gesims schließt das Instrument nach oben hin ab, die seitlichen Anbauten weisen dreieckige Abschlüsse auf, während der mittlere Teil rund endet. Akanthuswerk umrahmt die Orgel.
Die Orgel wurde im Westen der Kirche auf einer Empore angebracht, die die Westwand komplett ausfüllt. Ein schlichtes Geländer schützt die Besucher der Empore. Sie wird von vier Säulen getragen. Der Zugang besteht aus einer Treppe, die außen ans Gebäude angebaut wurde.

### Weitere Ausstattung
Mehrere Figuren schmücken die Wände des Baus. Der Heilige Wendelin stammt aus dem Rokoko, während das Vesperbild und der heilige Sebastian der Gotik zugeordnet werden können. Anna und das Marienkind ergänzen die Figuren. Eine monumentale Kreuzigungsgruppe befindet sich an der Langhauswand. Älteste erhaltene Ausstattung der Kirche ist das mittelalterliche Sakramentshaus. Die Gemälde an der Decke entstanden im Jahr 1720.
Im  Langhaus befinden sich vierzehn Stationen eines Kreuzwegs. Sie stammen aus dem beginnenden 20. Jahrhundert und sind dem Künstler Heinrich Sperlich zuzuordnen. Zwei Fensterbilder sind hervorzuheben: Sie stellen das Herz Jesu und das Herz Mariens dar und entstanden im Jahr 1898.

## Pfarrer (Auswahl)
| Name                | Amtszeit           | Anmerkungen |
| ------------------- | ------------------ | --- |
| Heinrich            | gen. 1403          | Erster Pfarrer, erwähnt am 8. Juli 1403                                                                         |
| Johann Schwäger     | 1631–1634          | Protestantischer Feldprediger, wirkt zeitweise in Fahr                                                          |
| Georg Rüger         | –1702              | † 16. August 1702 in Fahr                                                                                       |
| Valentin Trescher   | Genannt 1786, 1787 | |
| Valentin Dereser    | Genannt 1787       | |
| Adam Richard Kolb   | 1812–1827          | Ruhestand in Würzburg                                                                                           |
| Philipp Fritz       | 1827–1849          | † 1849 in Fahr                                                                                                  |
| Gottfried Schneider | 1849–1868          | * in Retzbach; † 17. Februar 1868 in Fahr                                                                       |
| Johann Georg Lang   | 1868–1880          | 20. Juni 1868 eingesetzt                                                                                        |
| Philipp Weigand     | 1880–1898          | * 31. März 1836 in Aschaffenburg, Dekan des Dekanates Volkach                                                   |
| Adam Wollbach       | 1898–1920          | |
| Georg Kraus         | 1920–1931          | * in Waigolshausen; auch Hausgeistlicher in Heidenfeld                                                          |
| Vinzenz Haus        | 1931–1951          | * 9. Februar 1873 in Aschaffenburg; † 27. Dezember 1951 in Fahr                                                 |
| Georg Wehner        | 1954–1993          | * 24. März 1912; gleichzeitig Pfarrer in Astheim; 13. März 1976 Ehrenbürger von Fahr; † 21. Januar 1993 in Fahr |